# Alfred Kerr
Pour les articles homonymes, voir Kerr.
Alfred Kerr (né Alfred Kempner le 25 décembre 1867 à Breslau; mort le 12 octobre 1948 à Hambourg) est un écrivain, critique littéraire et journaliste allemand.
Kerr fut un des critiques allemands les plus influents entre l'époque naturaliste et l'avènement de Hitler en 1933. Il publia des articles dans Der Tag, Neue Rundschau, Pan et le Berliner Tageblatt. Pour lui, la critique était une forme d'art et il développa un style percutant, ironique et souvent délibérément familier.

## Vie

### Famille
Il est le père de Judith Kerr, qui a écrit des livres pour enfants, dont le plus connu est Le tigre s'invita pour le thé, mais qui a également écrit « Quand  Hitler s’empara d’un lapin rose », qui est en fait son autobiographie, racontant l’histoire de l’exil de la famille après la montée du nazismes.

## Fondation
En 1990 la Fondation Alfred-Kerr (de) est fondée à Berlin à l'initiative de ses enfants.

## Prix littéraires
Plusieurs récompenses portent le nom d'Alfred Kerr, notamment :
- Alfred-Kerr-Preis für Literaturkritik : prix de la critique littéraire attribué par la revue des professionnels du livre allemand, la Börsenblatt für den Deutschen Buchhandel
- Alfred-Kerr-Darstellerpreis : prix du meilleur jeune acteur attribué par la fondation Alfred Kerr (Alfred-Kerr-Stiftung)

## Œuvres

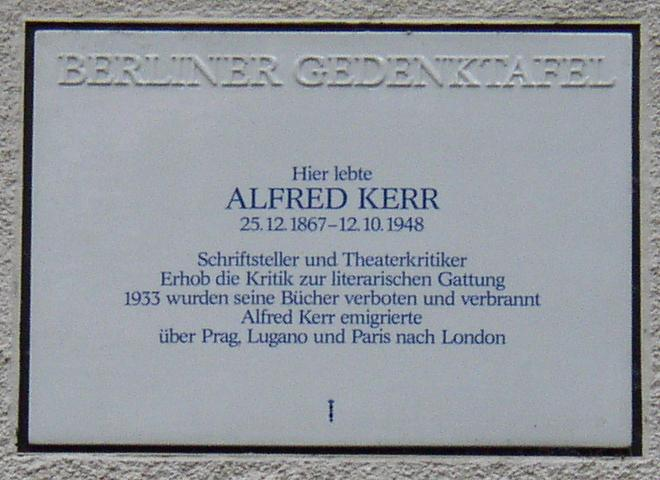
Plaque commémorative berlinoise à Berlin-Grunewald

- Godwi. Ein Kapitel deutscher Romantik. Bondi, Berlin 1898
- Herr Sudermann, der D… Di… Dichter – Ein kritisches Vademecum, Berlin 1903, Helianthus, 94s.
- Schauspielkunst. Bard-Marquardt, Berlin 1904
- Das neue Drama. S. Fischer, Berlin 1905
- Die Harfe. 24 Gedichte. S. Fischer, Berlin 1917
- Die Welt im Drama. 5 Bände. S. Fischer, Berlin 1917 (= Gesammelte Schriften, Erste Reihe)
- Die Welt im Licht. 2 Bände. S. Fischer, Berlin 1920 (= Gesammelte Schriften, Zweite Reihe)
- Krämerspiegel. 12 Gedichte mit Musik von Richard Strauss. Cassirer, Berlin 1921
- New York und London. Stätten des Geschicks. S. Fischer, Berlin 1923
- O Spanien! Eine Reise. S. Fischer, Berlin 1924
- Yankee-Land. Eine Reise. Mosse, Berlin 1925
- Caprichos. Strophen des Nebenstroms. Spaeth, Berlin 1926
- Es sei wie es wolle, Es war doch so schön! S. Fischer, Berlin 1928
- Die Allgier trieb nach Algier … Ausflug nach Afrika. S. Fischer, Berlin 1929
- Eine Insel heißt Korsika … S. Fischer, Berlin 1933 [1932]
- Die Diktatur des Hausknecht. Les Associés, Bruxelles 1934. Die Diktatur des Hausknechts und Melodien Fischer Taschenbuch, Frankfurt/Main 1983.  (ISBN 3-596-25184-2)
- Walther Rathenau. Erinnerungen eines Freundes. Querido, Amsterdam 1935
- Melodien. Gedichte. Éditions nouvelles internationales (Internat. Verl. Anst.), Paris 1938
- Ich kam nach England. Ein Tagebuch aus dem Nachlaß. Hrsg. Walther Huder u. Thomas Koebner. Bouvier, Bonn 1979,  (ISBN 3-416-01423-5)
- Werke in Einzelbänden. 8 Bände. Hrsg. Hermann Haarmann u. Günther Rühle (de). Argon, Berlin 1989–1991; S. Fischer, Frankfurt a. M. 1998 ff.
  - Bd. I.1 Erlebtes. Deutsche Landschaften, Menschen und Städte. Hrsg. Günther Rühle. Argon, Berlin 1989,  (ISBN 978-3-10-049504-4)
  - Bd. I.2 Erlebtes. Reisen in die Welt. Hrsg. Hermann Haarmann. Argon, Berlin 1989,  (ISBN 978-3-10-049505-1)
  - Bd. II Liebes Deutschland. Gedichte. Hrsg. Thomas Koebner. Argon, Berlin 1991,  (ISBN 978-3-10-049506-8)
  - Bd. III Essays. Theater • Film. Hrsg. Hermann Haarmann u. Klaus Siebenhaar. Argon, Berlin 1991,  (ISBN 978-3-10-049507-5)
  - Bd. IV „Sucher und Selige, Moralisten und Büßer. Literarische Ermittlungen. Hrsg. Margret Rühle, Deborah Vietor-Engländer. S. Fischer, Frankfurt a. M. 2009,  (ISBN 978-3-10-049508-2)
  - Bd. VII.1 „Ich sage, was zu sagen ist“. Theaterkritiken 1893 – 1919. Hrsg. Günther Rühle. S. Fischer, Frankfurt a. M. 1998,  (ISBN 978-3-10-049510-5)
  - Bd. VII.2 „So liegt der Fall“. Theaterkritiken 1919 – 1933 und im Exil. Hrsg. Günther Rühle. S. Fischer, Frankfurt a. M. 2001,  (ISBN 978-3-10-049511-2)
- Wo liegt Berlin. Briefe aus der Reichshauptstadt 1895–1900. Hrsg. Günther Rühle. Aufbau, Berlin 1997,  (ISBN 3-351-02830-X) (Artikel in der „Breslauer Zeitung“)
- Warum fließt der Rhein nicht durch Berlin? Briefe eines europäischen Flaneurs 1895–1900. Hrsg. Günther Rühle. Aufbau, Berlin 1999,  (ISBN 3-351-02874-1) (Artikel in der „Breslauer Zeitung“)
- Der Taucher und das Weh der See. Bekanntschaften mit Menschen und Tieren. Fischer-Taschenbuch-Verlag, Frankfurt a. M. 2001,  (ISBN 3-596-15043-4)
- Der Dichter und die Meerschweinchen. Clemens Tecks letztes Experiment. Hrsg. Günther Rühle. S. Fischer, Frankfurt a. M. 2004,  (ISBN 3-10-049514-4)
- Sucher und Selige, Moralisten und Büßer. Literarische Ermittlungen Verlag S. Fischer, Frankfurt am Main 2009. 519 Seiten[1]